# (7068) Minowa
(7068) Minowa est un astéroïde de la ceinture principale.

## Description
(7068) Minowa est un astéroïde de la ceinture principale. Il fut découvert le 26 novembre 1994 à Yatsugatake par Yoshio Kushida et Osamu Muramatsu. Il présente une orbite caractérisée par un demi-grand axe de 2,22 UA, une excentricité de 0,09 et une inclinaison de 6,3° par rapport à l'écliptique.

## Compléments